# ブール代数
ブール代数（ブールだいすう、英: boolean algebra）またはブール束（ブールそく、英: boolean lattice）とは、ジョージ・ブールが19世紀中頃に考案した代数系の一つである。ブール代数の研究は束の理論が築かれるひとつの契機ともなった。ブール論理の演算はブール代数の一例であり、現実の応用例としては、組み合わせ回路（論理回路）はブール代数の式で表現できる。

## 定義
ブール代数（ブール束）とは束論における可補分配束（complemented distributive lattice）のことである。
集合 L と L 上の二項演算 ∨（結び（join）と呼ぶ），∧（交わり（meet）と呼ぶ）の組 ⟨ L; ∨, ∧ ⟩ が以下を満たすとき分配束（distributive lattice）と呼ぶ。
- 交換則：x ∧ y = y ∧ x 、x ∨ y = y ∨ x
- 結合則：(x ∧ y)∧ z = x ∧(y ∧ z) 、(x ∨ y)∨ z = x ∨(y ∨ z)
- 吸収則[注釈 1]：(x ∧ y)∨ x =x 、(x ∨ y)∧ x = x
- 分配則：(x ∨ y)∧ z = (x ∧ z)∨(y ∧ z) 、(x ∧ y)∨ z = (x ∨ z)∧(y ∨ z)

さらに L の特別な元 0, 1 と単項演算 ¬ について、以下が成り立つとき組 ⟨ L; ∨, ∧, ¬, 0, 1 ⟩ を可補分配束（ブール束）と呼ぶ。
- 補元則： x ∨ ¬x = 1， x ∧ ¬ x = 0。

典型的な例は、台集合として特別な２つの元 0, 1 のみの２点集合 {0, 1} からなるものであり、コンピュータの動作原理の理論としても知られている。
この代数の上では排他的論理和 (xor) や否定論理積(nand)など応用上重要な演算子が ∧、 ∨、 ¬ の組み合わせで記述される(∧ または ∨ も ¬ と残りの1つの組み合わせで記述される。)。

## ブール環
任意の元 x に対して 積の冪等則 x2 = x を満たす単位的環 B をブール環 (boolean ring) という。
このとき単位的環の公理から
{\displaystyle -x=(-1)x=x(-1)}
さらに
{\displaystyle (-x)(-y)=xy}
が導かれ、それらと冪等則により
{\displaystyle x+x=0,\qquad xy=yx}
を得る。つまり(乗法が)冪等的かつ単位的な環は加法に関して全ての元の位数が高々2であるような可換環となる。したがって
{\displaystyle x\wedge y=xy,\qquad x\vee y=x+y+xy,\qquad \neg x=1+x}
とおけば B はブール代数となる。
また B がブール代数のとき
{\displaystyle xy=x\wedge y,\qquad x+y=(x\wedge \neg y)\vee (\neg x\wedge y)}
とおけば B はブール環となる。
この対応はブール代数とブール環の間の自然な一対一対応を定めるので、しばしばこの2つは同一視される。
。